# Альберт, Теодор
Фридрих Вильгельм Фердинанд Теодор Альберт (нем. Theodor Albert; 28 июня 1822, Магдебург — 7 декабря 1888, Берлин) — немецкий художник-пейзажист и литограф.
В 1841 по 1846 годах обучался в Академии художеств в Берлине у И. Г. Шадова, в основном занимался пейзажной живописью.
С 1853 по 1856 год совершил ряд поездок на Рюген, Рейн и Таунус. Наиболее успешными работами художника были выполненные им акварели и многоцветная литография.
Автор цикла работ «Сельские резиденции, замки и т. д. прусской монархии». Также работал в самых известных литографических институтах, в том числе в Стокгольме, Риге и Копенгагене.

Избранные картины
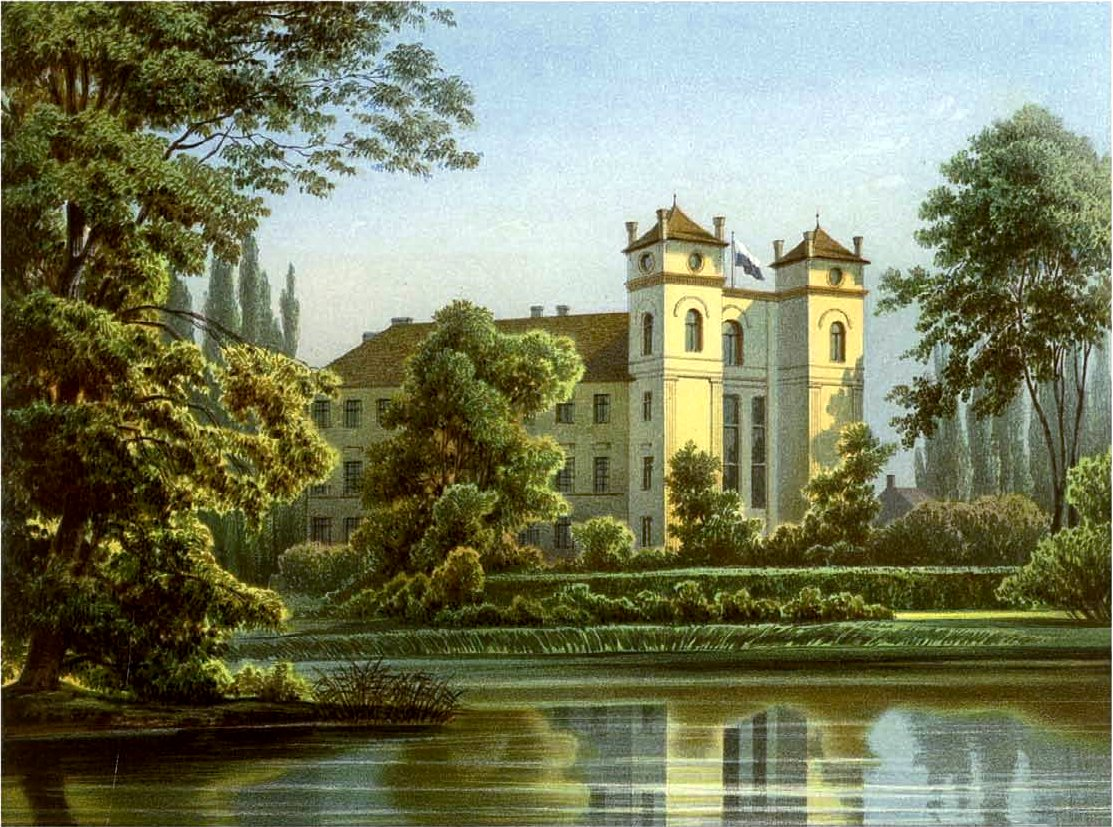
Замок Люббенау
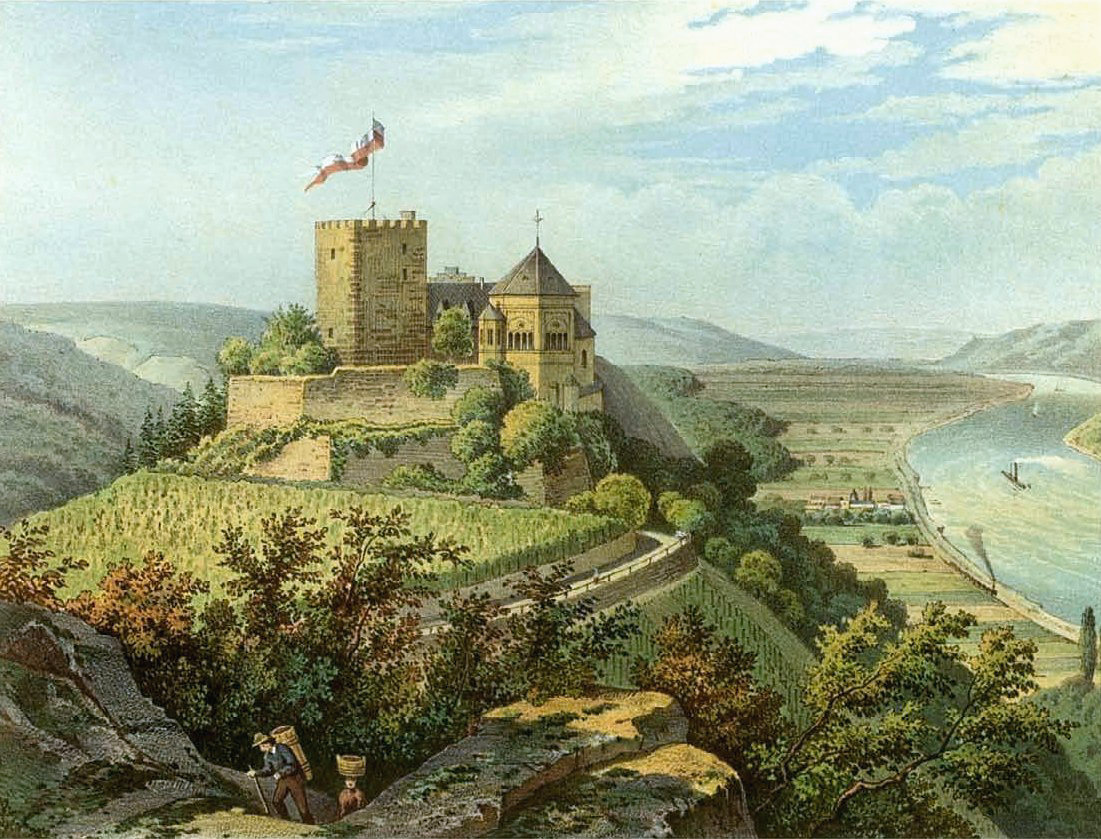
Замок Райнек
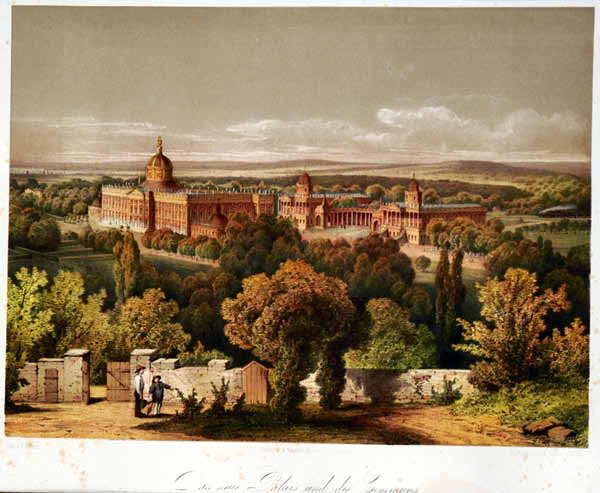
Новый дворец в Потсдаме
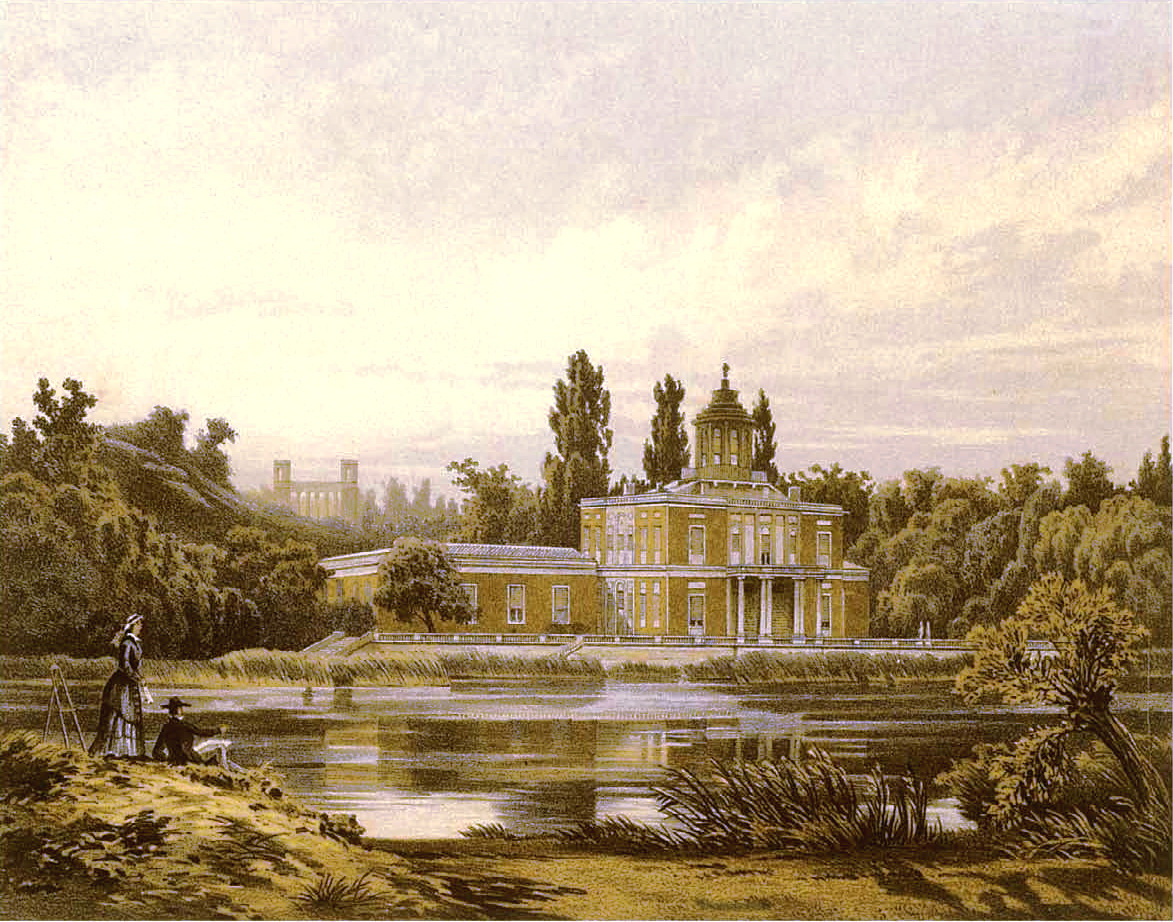
Мраморный дворец в Потсдаме